# 張進益
張進益（1972年—），現任台灣牧師、社會工作者，財團法人基督教更生團契附屬桃園市私立少年之家的執行長， 以及桃園市政府兒童少年福利權利委員、曾任少年輔導委員會委員、教育部高中建教合作評審委員、毒品防制委員會委員、國立空中大學社會福利、社會工作實習等課程講師、衛福部安置機構專業人員培訓主管生活輔導、保育員等課程講師。

## 生平
張進益生於台灣台中市，家中有六姊一兄，小時候因為爸爸生意不順而搬到台中漁村生活。他於高中輟學後跟隨其兄加入黑社會，此後成為率眾吸毒、鬥毆及勒索的黑幫分子。其後張進益沉迷於海洛英等成癮性烈強的毒品；1993年開始，他企圖替黑幫脅迫公職候選人賺取酬勞，以致其兩度進出監獄。他曾因重度毒癮對身體造成嚴重創傷，導致皮膚潰爛、血管下沉；後來他在家人勸說及「苗栗仰望之家」幫助下於28歲時成功戒毒。之後因基督教信仰進入基督教神學院，11年後獲得碩士學位，進修期間投入偏差行為少年輔導工作；因政府規定從事輔導工作必須有教育部核定相關科系，因此進修法律班、社會工作行政，獲得國立空中大學社會工作與福利行政及社會科學學系兩個學位及，並取得衛理神學研究院基督徒諮商證書班結業及就讀台灣師範大學內政部安置機構主管人員主管班結業。
2001年，與妻子楊淑慧及更生團契台灣總會成立「更生團契桃園少年之家」並擔任輔導員，後於2009年接任主任負責人，推動「少年飛行屋天使基金募集計畫」，後出任執行長。2010年取「上帝大大改變我們」之意創立大改樂團，2012年因大法官664釋憲成立高關懷輔導方案。2013年因感受到社會非行少女日益增多之問題，創立「更生團契桃園團體家屋」。次年，其發現安置陪伴之少年少女，與社會及就業方面上有隔閡，成立「大改藝能社會企業營運培力計畫」。 2016年，晉任為牧師並主持「榮益教會」。

## 社會活動

### 更生團契桃園少年之家
2001年創辦為NPO組織，原附設於更生團契台灣總會，幫助需要照顧的孩子們。於2018年正式成立財團法人基督教更生團契桃園市私立少年之家。
旨在協助青少年脫離毒品及黑道，輔導矯正偏差價值觀並輔助其就學、就業。2014年榮獲行政院頒發青春專案優等、2015年榮獲青春專案優等獎，由行政院長頒發。2018年11月獲得第四屆陳永泰公益信託基金會頒贈傳善獎。

### 大改樂團
2010年取「上帝大大改變我們」之意成立全由更生少年組成的樂團，巡迴校園反毒宣導和獄所生命故事巡迴演出分享，亦曾受邀於美國洛杉磯及休士頓的教會進行公益演出及生命故事分享，於2017年全聯佩樺圓夢基金會支持，發行詞曲創作同名專輯。
2018年8月參加國際公益路跑及在馬來西亞學校及孤兒院公益表演及做國際志工。2019年繼續巡迴全國14所監獄，並繼續受邀前往馬來西亞檳城、大山腳、吉隆坡等多處教會、學校等演出，並於全國各處學校、教會、慈善、公益場所演出，跨年在桃園市政府舉辦跨年晚會及商演做暖場及壓軸演出。

### 培力計畫
2014年發現安置陪伴之少年少女，與社會及就業方面上有隔閡，與勞動部、桃園市政府合作成立「大改藝能社會企業營運」培力就業計畫，讓安置的少年培養工作技能。

## 爭議

### 涉嫌侵占補助、性侵及猥褻
2025年，因涉嫌侵占少年之家近千萬元款項以及性侵、猥褻多名院生和員工，被桃園地檢署依業務登載不實文書、業務侵占、強制性交、強制猥褻等罪嫌起訴，建請法院量處有期徒刑21年。

## 外部連結
- 財團法人基督教更生團契桃園市私立少年之家 （页面存档备份，存于）
- 桃園少年之家財團法人基督教更生團契桃園市私立少年之家的Facebook專頁